# Discípulo de Danilo
El discípulo de Danilo (siglo xiv) fue un monje serbio que escribió la biografía del arzobispo Danilo II de Serbia entre 1337 y 1340. Se le atribuye la compilación de las biografías escritas por Danilo II en una colección, y agregó su biografía de Esteban Dečanski y la «Vida del arzobispo Juanicio I», escrito por un monje del monasterio de Sopoćani. También dejó información sobre los primeros años del gobierno de Esteban Dušan, el más poderoso de los gobernantes serbios de la Casa de Nemanjić, y el único que no fue nombrado santo por la Iglesia ortodoxa serbia. Su nombre es desconocido para los historiadores, aunque profesar el anonimato no era raro entre los monjes de la Serbia medieval. Los nombres de algunos monjes escribas son difíciles de encontrar debido a su dedicación a su oficio de escribir y porque su espiritualidad no les permitía revelar su nombre o tomar ningún crédito por su trabajo. Algunos solo daban su nombre de pila, y ocasionalmente algunos, como los del monasterio de Rača, usaban el nombre de su monasterio como apellido.
El discípulo de Danilo escribió en la misma línea que Danilo II, describiendo la vida de su maestro después de 1337 y presentando solo la vida espiritual y la vocación eclesiástica de este.
Sus obras sobresalen por sus cualidades artísticas y estilísticas. Tenía un agudo sentido de lo dramático y su narración es vívida y emocionante. No pudo evitar por completo las frases comunes y los epítetos comunes en la literatura hagiográfica de la época, sin embargo, el detalle realista en sus obras es inusualmente abundante para la época. Además, "Las vidas de los reyes y arzobispos serbios" (en serbio: Животи краљева и архиепископа српских) constituye una fuente valiosa para la vida política y religiosa en Serbia durante el ascenso de la Casa de Nemanjić.
Su descripción del ataque de los catalanes a los monasterios del Monte Athos es también un registro descriptivo único de la historia actual.